# Ricardo Angulo
Jesús Ricardo Angulo Uriarte (Culiacán, Sinaloa, México, 20 de febrero de 1997) (conocido por su apodo Canelo) o simplemente Ricardo Angulo, es un futbolista mexicano. Juega de mediocampista ofensivo y actualmente se encuentra en el Deportivo Toluca Fútbol Club de la Primera División de México.

## Trayectoria

### Inicios y Club Tijuana
Angulo comenzó jugando para las Águilas de la UAS, desde el 2009, al destacar en sus actuaciones, fue  visoriado por un agente del Club Tijuana y en el año 2012 se integró a las Fuerzas Básicas, donde comenzó jugando en las fuerzas inferiores. En diciembre de 2014, al tener buenas actuaciones en la categoría Sub-17, llamó la atención del técnico Daniel Guzmán que lo llevó a realizar pretemporada con el primer equipo, sin embargo no fue registrado al no pasar las pruebas que pedía el técnico para estar en el primer equipo, y fue mandado a la Sub-20.

### Dorados de Sinaloa
En mayo de 2015, se oficializa su fichaje a los Dorados de Sinaloa al ya estar ascendido en primera división, convirtiéndose en el tercer refuerzo de cara al Apertura 2015. En diciembre de 2015, realizó pretemporada con el primer equipo bajo el mando de Luis Fernando Suárez, al destacar con la Sub-20. El 26 de enero de 2016 debuta en la Copa MX en la visita ante los Leones Negros donde perdieron 2-1.
El 13 de marzo de 2016, debuta en Primera División en la derrota de 3-0 ante el Club Deportivo Toluca, al finalizar el Clausura 2016 desciende con el equipo al Ascenso MX.

### Club Tijuana
En mayo de 2018, tras haber tenido un buen torneo con los Dorados, se oficializa el regreso de Angulo a los Xolos, convirtiéndose en el primer refuerzo de cara al Apertura 2018.

### Club Necaxa
El 18 de junio de 2019, se oficializa su traspaso al Club Necaxa, en compra definitiva por 2 millones de dólares, siendo el segundo refuerzo de cara al Apertura 2019. Debuta con los rayos el 28 de julio de 2019, en la visita ante el Club Universidad Nacional en la derrota de 2-0. Marca su primer gol con los rayos el 3 de agosto de 2019, ante los Tiburones Rojos de Veracruz, en la victoria de casa 7-0.

### Club Deportivo Guadalajara, Club León y Deportivo Toluca
El 17 de diciembre de 2019, se hace oficial el traspaso del canelo Angulo al Club Deportivo Guadalajara en compra definitiva por la cantidad de 7 millones de dólares de cara al Clausura 2020. El 11 de enero de 2020 debuta con el Club Deportivo Guadalajara en un muy buen partido ante el Fútbol Club Juárez.
Su primer gol como rojiblanco lo marcó el 13 de agosto de 2020 en la jornada 4 del Guard1anes 2020 ante el F. C. Juárez al minuto 66'.
El 13 de julio de 2023, después de un período corto a préstamo de un torneo con el Club León, se hace oficial el traspaso del mediocampista al Deportivo Toluca Futbol Club, donde fue campeón de Liga en el torneo Clausura 2025.

## Selección nacional

### Sub-22
El 8 de mayo de 2019; Angulo fue incluido en la lista preliminar de 25 jugadores qué podrán disputar el Torneo Esperanzas de Toulon 2019, con sede en Francia.

### Sub-23
Fue incluido en la lista para disputar el Preolímpico de Concacaf de 2020 llevado a cabo en Guadalajara.
El 14 de mayo de 2021 recibió una convocatoria para disputar una gira de preparación en Marbella, España.
El 6 de julio de 2021 es incluido en la convocatoria de Jaime Lozano para disputar el Torneo de Fútbol Masculino de los Juegos Olímpicos de Tokio 2020.

### Selección absoluta
| Club               | País   | PJ | Goles | Periodo         |
| ------------------ | ------ | -- | ----- | --------------- |
| Selección Mexicana | México | 3  | 1     | 2019 - Presente |

El 29 de septiembre de 2019, al tener buenas actuaciones con el Necaxa fue convocado por Gerardo Martino para el partido amistoso contra la Selección de Trinidad y Tobago. Debuta con la Selección el 2 de octubre de 2019, ante la Selección de Trinidad y Tobago.

#### Partidos internacionales
| #  | Fecha                 | Estadio                                            | Local  | Rtdo. | Visitante         | Competición | Sust. |
| -- | --------------------- | -------------------------------------------------- | ------ | ----- | ----------------- | ----------- | ----- |
| 1. | 2 de octubre de 2019  | Estadio Nemesio Díez, Toluca, México               | México | 2-0   | Trinidad y Tobago | Amistoso    | 46'   |
| 2. | 30 de junio de 2021   | Nissan Stadium, Nashville, Estados Unidos          | México | 3-0   | Panamá            | Amistoso    | 64'   |
| 3. | 20 de octubre de 2021 | Bank of America Stadium, Charlotte, Estados Unidos | México | 2-3   | Ecuador           | Amistoso    | 74'   |

### Participaciones en selección nacional
| Torneo                          | Categoría | Sede   | Resultado | Partidos | Goles |
| ------------------------------- | --------- | ------ | --------- | -------- | ----- |
| Preolímpico de Concacaf de 2020 | Sub-23    | México | Campeón   | 5        | 0     |
| Juegos Olímpicos de 2020        | Sub-23    | Japón  | Bronce    | 3        | 0     |

## Estadísticas

### Clubes
Actualizado al último partido disputado el 5 de noviembre de 2023.
| Club                        | Div.          | Temporada     | Liga  | Liga  | Liga   | Copas nacionales | Copas nacionales | Copas nacionales | Copas internacionales | Copas internacionales | Copas internacionales | Total | Total | Total  |
| Club                        | Div.          | Temporada     | Part. | Goles | Asist. | Part.            | Goles            | Asist.           | Part.                 | Goles                 | Asist.                | Part. | Goles | Asist. |
| --------------------------- | ------------- | ------------- | ----- | ----- | ------ | ---------------- | ---------------- | ---------------- | --------------------- | --------------------- | --------------------- | ----- | ----- | ------ |
| Dorados de Sinaloa · México | 1.ª           | 2015-16       | 2     | 0     | 0      | 2                | 1                | 0                | —                     | —                     | —                     | 4     | 1     | 0      |
| Dorados de Sinaloa · México | 2.ª           | 2016-17       | 32    | 9     | 0      | 4                | 1                | 0                | —                     | —                     | —                     | 36    | 10    | 0      |
| Dorados de Sinaloa · México | 2.ª           | 2017-18       | 31    | 4     | 1      | 4                | 0                | 0                | —                     | —                     | —                     | 35    | 3     | 1      |
| Dorados de Sinaloa · México | Total club    | Total club    | 65    | 13    | 1      | 10               | 2                | 0                | 0                     | 0                     | 0                     | 75    | 15    | 1      |
| Club Tijuana · México       | 1.ª           | 2018-19       | 27    | 1     | 3      | 9                | 1                | 1                | —                     | —                     | —                     | 36    | 2     | 4      |
| Club Tijuana · México       | Total club    | Total club    | 27    | 1     | 3      | 9                | 1                | 1                | 0                     | 0                     | 0                     | 36    | 2     | 4      |
| Club Necaxa · México        | 1.ª           | 2019-20       | 21    | 4     | 6      | 1                | 0                | 0                | —                     | —                     | —                     | 22    | 4     | 6      |
| Club Necaxa · México        | Total club    | Total club    | 21    | 4     | 6      | 1                | 0                | 0                | 0                     | 0                     | 0                     | 22    | 4     | 6      |
| C. D. Guadalajara · México  | 1.ª           | 2019-20       | 7     | 0     | 0      | 2                | 0                | 0                | —                     | —                     | —                     | 9     | 0     | 0      |
| C. D. Guadalajara · México  | 1.ª           | 2020-21       | 39    | 7     | 3      | —                | —                | —                | —                     | —                     | —                     | 39    | 7     | 3      |
| C. D. Guadalajara · México  | 1.ª           | 2021-22       | 33    | 5     | 2      | —                | —                | —                | 1                     | 0                     | 0                     | 33    | 5     | 2      |
| C. D. Guadalajara · México  | 1.ª           | 2022-23       | 4     | 0     | 2      | —                | —                | —                | —                     | —                     | —                     | 4     | 0     | 2      |
| C. D. Guadalajara · México  | Total club    | Total club    | 83    | 12    | 7      | 2                | 0                | 0                | 1                     | 0                     | 0                     | 86    | 12    | 7      |
| Club León · México          | 1.ª           | 2022-23       | 8     | 0     | 0      | —                | —                | —                | 5                     | 0                     | 0                     | 13    | 0     | 0      |
| Club León · México          | 1.ª           | 2023          | 2     | 1     | 1      | —                | —                | —                | 0                     | 0                     | 0                     | 2     | 1     | 1      |
| Club León · México          | Total club    | Total club    | 10    | 1     | 1      | 0                | 0                | 0                | 5                     | 0                     | 0                     | 15    | 1     | 1      |
| D. Toluca · México          | 1.ª           | 2023-24       | 14    | 2     | 2      | —                | —                | —                | 4                     | 1                     | 0                     | 16    | 1     | 2      |
| D. Toluca · México          | Total club    | Total club    | 14    | 2     | 2      | 0                | 0                | 0                | 4                     | 1                     | 0                     | 16    | 1     | 2      |
| Total carrera               | Total carrera | Total carrera | 220   | 33    | 20     | 22               | 3                | 1                | 10                    | 1                     | 0                     | 250   | 35    | 21     |

## Palmarés

### Campeonatos nacionales
| Título               | Equipo             | País   | Año  |
| -------------------- | ------------------ | ------ | ---- |
| Liga de Ascenso      | Dorados de Sinaloa | México | 2016 |
| Primera División     | Toluca             | México | 2025 |
| Campeón de Campeones | Toluca             | México | 2025 |

### Títulos internacionales
| Título                           | Club             | País     | Año  |
| -------------------------------- | ---------------- | -------- | ---- |
| Juegos Olímpicos                 | Selección Sub-23 | Tokio    | 2021 |
| Liga de Campeones de la Concacaf | Club León        | Concacaf | 2023 |